# Phare d'Ilfracombe
Le phare d'Ilfracombe (aussi appelé Lantern Hill, colline de la lanterne) est un phare situé sur la chapelle Saint-Nicolas qui domine le port d'Ilfracombe, sur la côte nord du comté de Devon en Angleterre.
Il est maintenant protégé en tant que monument classé du Royaume-Uni de Grade I.

## Histoire
La chapelle date d'environ 1320 et elle a été érigée sur une colline abrupte du nom de Lanterne Hil (colline de la lanterne) qui domine le port d'Ilfracombe. Depuis au moins le milieu du 17e siècle une lumière a été montée sur cette chapelle pour guider l'entrée des bateaux dans le port. La lanterne actuelle a été installée par Trinity House en 1819.
La lumière actuelle reste opérationnelle et elle semble être la plus vielle du Royaume-Uni. Elle est gérée par l'autorité du port et est la propriété du conseil général u Devon du nord. La chapelle a cessé d'être un lieu de culte depuis la Réforme anglaise et le bâtiment a longtemps servi de maison pour les gardiens du phare jusqu'à son délabrement. La chapelle a été restaurée en 1962 par le Rotary Club local et elle est ouverte aux visiteurs dans les mois d'été.
Identifiant : ARLHS : ENG-09 - Amirauté : A5594 - NGA : 6220 .
|                                             |
| Port d'Ilfracombe et la chapelle St Nicolas |

|                          |
| Le phare sur la chapelle |

### Lien connexe
- Liste des phares en Angleterre